# Biagio d'Antonio

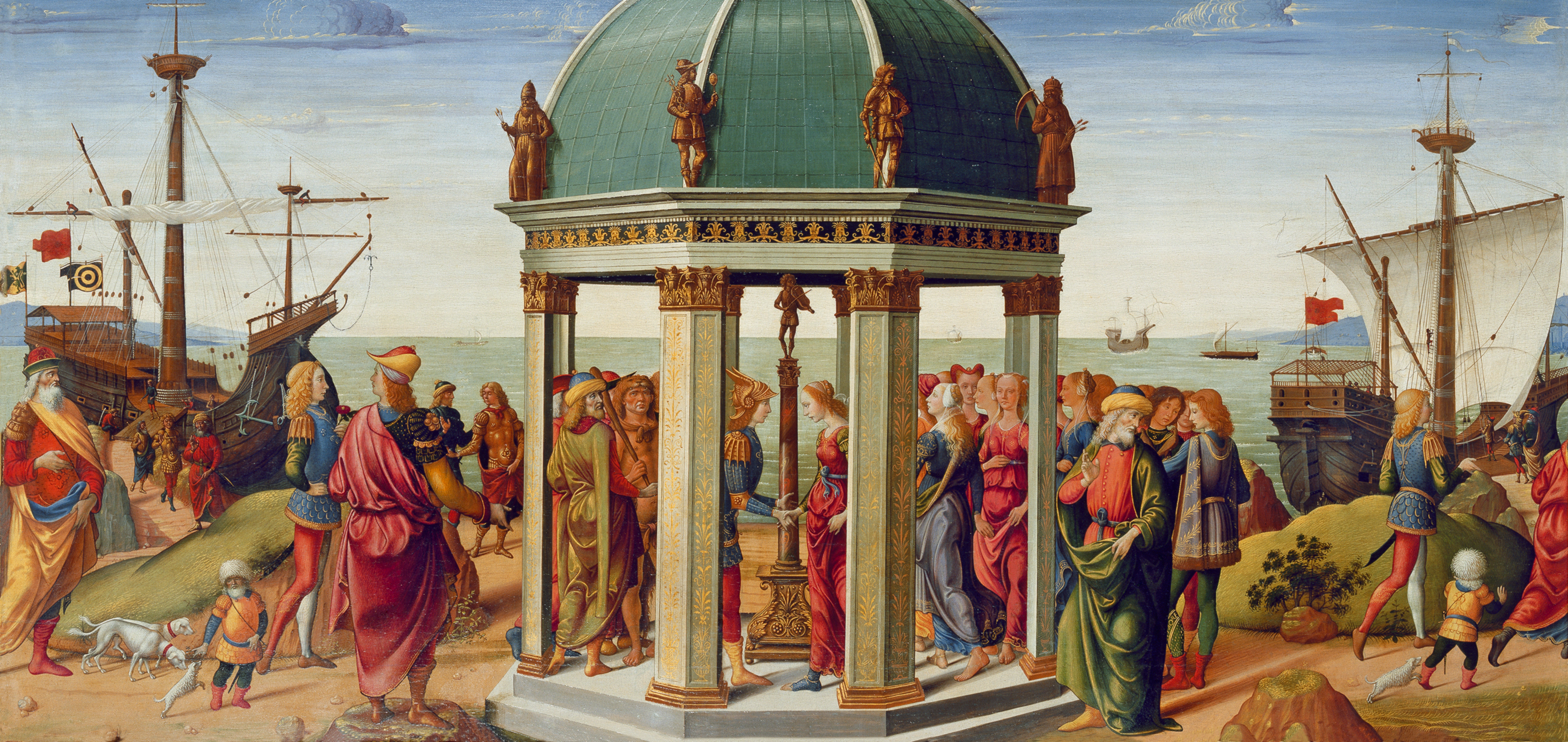
Esponsales de Jasón y Medea

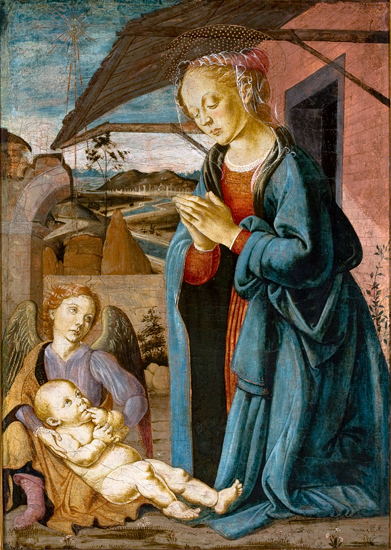
Virgen adorando al Niño

Biagio d'Antonio Tucci (Florencia, 1446 - Florencia, 1 de junio de 1516) fue un pintor italiano activo durante el Renacimiento.

## Biografía
Biagio ha sido un pintor desconocido hasta los años 1930. Esto se debe a que su figura fue confundida con la de otros artistas coetáneos que al igual que él, trabajaron en Faenza a finales del siglo XV.
Se conocen pocos detalles de su formación, aunque sus primeras obras parecen acercarle al estilo de Pesellino y Fra Filippo Lippi; en su período de madurez acusará fuertemente el influjo del arte de Verrocchio (cuyo taller parece que frecuentó en la década de 1470) y Domenico Ghirlandaio. Biagio es un artista ecléctico que fue capaz de incorporar con fluidez las novedades de los más destacados pintores florentinos de su tiempo.
Buena parte de su producción consistió en la decoración de cassone, arcas de madera a menudo realizadas con propósito nupcial. Estas obras, con las que Biagio comenzó a hacerse un nombre como artista en sus primeros tiempos, solían representar escenas mitológicas o de la antigüedad clásica, con gran profusión de figuras de pequeño tamaño. Parece que Tucci colaboró con otros artistas en la realización de este tipo de trabajos: hasta 1470 parece que compartió taller con Bernardo di Stefano Roselli y probablemente, con Jacopo del Sellaio hacia 1472.
Posteriormente trabajó durante muchos años en Faenza (1476 - 1504), donde creó una activa bottega que recibió encargos de las más importantes iglesias de esta ciudad. En 1481-1482 colaboró con Cosimo Rosselli en las decoraciones al fresco de la Capilla Sixtina del Vaticano. Algunos autores atribuyen a su mano la escena con El Paso del Mar Rojo y otras menores como el Prendimiento de Cristo o la Crucifixión. Fue asistente del Perugino en la decoración del Palazzo Vecchio de Florencia.

## Obras destacadas
- Escenas de la Historia de los Argonautas (c. 1465, Metropolitan Museum, NY)
- Virgen con el Niño, San Juan Bautista y ángeles músicos (1465-1470, Museum voor Schone Kunsten, Gante)
- Batalla de Zama (c. 1470, Colección particular)
- Triunfo de Furio Camilo (1470-1475, National Gallery of Art, New York)
- Virgen entronizada con cinco santo y ángeles (1470-1475, Szépmûvészeti Múzeum, Budapest)
- Alegoría de la Justicia (1475, Uffizi, Florencia)
- Arcángel Rafael con Tobías (1475-1480, Museo de Arte de Ponce)
- Adoración del Niño con santos y donantes (1476, Philbrook Museum of Art, Tulsa)
- San Jerónimo en el desierto (1476, Bowdoin College Museum of Art, Brunswick)
- Retrato de muchacho (1476-1480, Metropolitan Museum, New York)
- Virgen con el Niño y ángel (1480-1485, Museo Poldi Pezzoli, Milán)
- Historia de José (1485, Getty Museum, Los Angeles)
- Virgen con Niño y seis santos (1490, Allentown Art Museum)